# Matinletto
Matinletto är en klippa i Finland.   Den ligger i kommunen Nystad i den ekonomiska regionen Nystadsregionen och landskapet Egentliga Finland, i den sydvästra delen av landet, 220 km väster om huvudstaden Helsingfors.
Terrängen runt Matinletto är mycket platt.  Närmaste större samhälle är Pyhäranta, 18,4 km öster om Matinletto. 